# (72532) 2001 DD99
(72532) 2001 DD99 – planetoida z pasa głównego asteroid okrążająca Słońce w ciągu 3,82 lat w średniej odległości 2,44 j.a. Odkryta 17 lutego 2001 roku.